# François Migault
 François Migault  va ser un pilot de curses automobilístiques francès que va arribar a disputar curses de Fórmula 1. Va néixer el 4 de desembre del 1944 a Le Mans, França.
Va debutar a la novena cursa de la temporada 1972 (la 23a temporada de la història) del campionat del món de la Fórmula 1 el GP d'Àustria al circuit de Österreichring el 13 d'agost del 1972.
Va participar en un total de setze curses puntuables pel campionat de la F1, disputades en tres temporades (1972, 1974 i 1975). Va aconseguir un catorzè lloc com a millor classificació en una cursa i no va assolir cap punt pel campionat del món de pilots.

## Resultats a la Fórmula 1
| Any  | Equip                        | Xassís   | Motor    | 1       | 2      | 3      | 4       | 5      | 6       | 7   | 8       | 9       | 10     | 11      | 12  | 13      | 14  | 15  | Posició | Punts |
| ---- | ---------------------------- | -------- | -------- | ------- | ------ | ------ | ------- | ------ | ------- | --- | ------- | ------- | ------ | ------- | --- | ------- | --- | --- | ------- | ----- |
| 1972 | Darnvall Connew              | Connew   | Cosworth | ARG     | SUD    | ESP    | MON     | BEL    | FRA     | GBR | ALE     | AUT Ret | ITA    | CAN     | USA |         |     |     | -       | 0     |
| 1974 | Team BRM                     | BRM      | BRM      | ARG Ret | BRA 16 | SUD 15 | ESP Ret | BEL 16 | MON Ret | SUE |         | FRA 14  | GBR NC | ALE NVQ | AUT |         |     |     | -       | 0     |
| 1974 | Team BRM                     | BRM      | BRM      |         |        |        |         |        |         |     | HOL Ret |         |        |         |     | ITA Ret | CAN | USA | -       | 0     |
| 1975 | Embassy Racing / Graham Hill | Hill     | Cosworth | ARG     | BRA    | SUD    | ESP Ret | MON    | BEL Ret | SUE | HOL     |         |        |         |     |         |     |     | -       | 0     |
| 1975 | Frank Williams Racing Cars   | Williams | Cosworth |         |        |        |         |        |         |     |         | FRA NVS | GBR    | ALE     | AUT | ITA     | USA |     | -       | 0     |

### Resum
| Curses: | Victòries: | Pòdiums: | Poles: | Voltes ràpides: | Punts: |
| ------- | ---------- | -------- | ------ | --------------- | ------ |
| 16      | 0          | 0        | 0      | 0               | 0      |